# IC 1885
IC 1885 ist eine lichtschwache Spiralgalaxie vom Hubble-Typ Sc im Sternbild Fornax südlich am Südsternhimmel. Sie ist schätzungsweise 208 Millionen Lichtjahre von der Milchstraße entfernt und hat einen Durchmesser von etwa 90.000 Lichtjahren.
Das Objekt wurde im Jahr 1899 von DeLisle Stewart entdeckt.